# 朱培徳
朱 培徳（しゅ ばいとく）は中華民国の軍人。字は益之。当初は滇軍（雲南軍）に属し、後に孫文（孫中山）配下となる。国民革命軍にも属した。

## 事跡

### 民初の活動
幼い頃から騎射・武術をたしなんでいた。1908年（光緒34年）に雲南陸軍第19鎮随営学堂に入学する。2年後に雲南陸軍講武堂に転入した。在学中に中国同盟会に加入している。雲南辛亥革命（昆明重九起義）が勃発すると、朱培徳も学生軍に加わって、革命派として戦った。中華民国成立後は、雲南軍（滇軍）の一員として軍歴を重ねていく。
1915年（民国4年）12月の護国戦争勃発に際して、朱培徳は当初蔡鍔率いる護国軍第1軍に属したが、まもなく李烈鈞率いる第2軍に移り、広東方面で戦闘に参加した。護国戦争終結後、朱は第2軍を改組した駐粤滇軍第7混成旅旅長として、引き続き広州に駐屯している。1917年（民国6年）8月、孫文（孫中山）が護法運動を開始すると、朱もこれに参加した。朱は北京政府軍との戦いで軍功をあげ、滇軍第4師師長兼広州衛戍司令に昇進している。
1920年（民国9年）2月、滇軍内部で唐継尭と李根源の間で権力闘争が発生する。朱培徳は唐を支持したが、李の妨害にあって朱は一時滇軍を追われることになる。1921年（民国10年）6月、孫文の広西省進攻に参加するため、朱は軍勢を率いて孫の下に駆けつけた。以後、朱は唐の指導を離れて孫に与し、同年12月には中国国民党に加入している。
1922年（民国11年）6月、陳炯明が孫文に叛逆すると、朱培徳は孫を守って戦う。その後も陳討伐などで活躍し、翌年には大本営参軍長兼代理軍政部長に就任した。1924年（民国13年）9月には、江西省で北京政府軍を撃破している。翌年3月に北京で孫が死去すると、滇軍出身の楊希閔らが国民党に反旗を翻そうとする。朱は楊らを討伐、掃討することに貢献した。

### 国民政府時代の活動

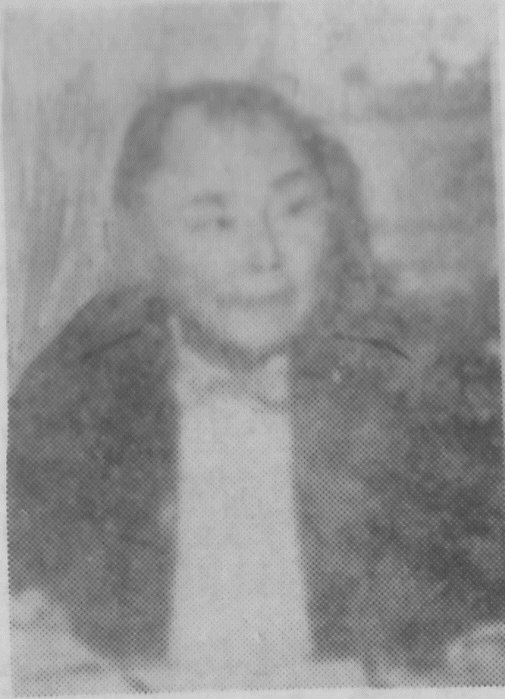
朱培徳別影

1925年（民国14年）7月、広州に国民政府が成立すると、朱培徳は国民政府委員、軍事委員会委員兼軍需部長に任ぜられた。8月、朱が率いる滇軍は国民革命軍第3軍に改組され、朱がそのまま第3軍軍長となる。陳炯明討伐の第2次東征では南路討賊軍総指揮をつとめた。
1926年（民国15年）夏からの北伐では、朱培徳は右翼軍総指揮として、江西方面で北京政府側の孫伝芳軍と戦い、同年11月に勝利して江西を占拠した。これにより、朱は国民革命軍第5路軍総指揮となったほか、江西省臨時政府委員会委員兼代理省政府主席、南昌警備司令の地位にもつく。それからまもなく、蔣介石が江西省の実権を手中にしようと画策してきたため、朱はこれに対抗して汪兆銘（汪精衛）らを支持して反蔣の態度をとった。1927年（民国16年）4月、汪の武漢国民政府の支持を受けて、朱は江西省政府主席に任ぜられている。
1928年（民国17年）1月以降は、朱培徳は蔣介石と和解し、その下で江西省の中国共産党討伐などに従事したり、あるいは反蔣介石派との戦いにも加わった。1929年（民国18年）9月、江西省政府主席から参謀本部総参謀長に昇進している。
1932年（民国21年）3月に蔣が総参謀長をかねると、朱は軍事委員会弁公庁主任に転じ、さらに代理訓練総監などもつとめた。
1937年（民国26年）2月17日、朱培徳は南京で国民党第5期3中全会出席中に、薬剤を注射された際の中毒症状により死去した。享年49（満47歳）。

## 注
1. ↑  徐友春主編『民国人物大辞典 増訂版』351頁による。Who's Who in China 3rd ed.,p.64は1888年とする。